# Benthamia praecox
Benthamia praecox är en orkidéart som beskrevs av Rudolf Schlechter. Benthamia praecox ingår i släktet Benthamia och familjen orkidéer. Inga underarter finns listade i Catalogue of Life.